# OpenCore
OpenCore是一套供Hackintosh系統使用的開放原始碼啟動程式專案。最初诞生于HermitCrabs实验室，现由Acidanthera运营。
OpenCore目前处于公测阶段，截至2024年11月，其最新正式版为1.0.2（支援macOS Monterey 與 Ventura beta版的引導）。相比于Clover，OpenCore的配置文件更为简单。（仅限于在两种引导的编译方式都为文本时）
從OpenCore衍生一個名為「OpenCore Legacy Patcher」的軟體專案，目的是讓不支援Metal API的舊款英特爾x86平台麥金塔也能安裝macOS Mojave暨後續版本之macOS。

## 与其他啟動程式的不同
|                               | OpenCore                                             | Clover |
| ----------------------------- | ---------------------------------------------------- | ------ |
| 是否支持UEFI                  | 支持                                                 | 支持   |
| 是否支持最新版本的macOS       | 支持                                                 | 支持   |
| 是否有精美的GUI               | 有（官方已经发布主题并允许用户用自己的照片制作主题） | 有     |
| ACPI是否能用于macOS以外的系统 | 是                                                   | 否     |
| 是否支持在macOS里面更改启动项 | 支持（同时支持启动转换助理）                         | 不支持 |

## 编辑器
随着软件不断的发展，OpenCore的可视化编辑器已经覆盖全平台，使得OpenCore的编辑更加轻松，且在一定程度上可以取代Clover。

## 法律问题
由於OpenCore本身僅爲由開源社群開發的啟動程式，與蘋果公司的macOS沒有關係，並沒有侵犯蘋果公司的版權。macOS的智財权为蘋果公司（Apple）所有，而在Apple的終端使用者授權合約（EULA）中，明确指出禁止第三方未经授权改装或销售macOS系统，这种行为包括将macOS安装到非Apple硬件等。

## 外部連結
- OpenCore Install Guide （页面存档备份，存于） 官方指南
- OpenCore 安装指南 （页面存档备份，存于） 非官方中文翻譯指南